# Tomas Alvira
Tomas Alvira (ur. 17 stycznia 1906 w Villanueva de Gállego; zm. 7 maja 1992 w Madrycie) – hiszpański Sługa Boży Kościoła katolickiego.

## Życiorys
Ukończył szkołę średnią w instytucie w Saragossie. Od 1928 roku uczył się w różnych szkołach. W 1934 roku został dyrektorem instytutu Cervera del Rio Alhama. W dniu 16 czerwca 1939 roku ożenił się z Paquita Dominguez i miał z nią dziewięcioro dzieci. W 1950 roku został powołany na stanowisko dyrektora Kolegium Sierot. Był także członkiem Opus Dei. Założył stowarzyszenie Wspierania Ośrodków Edukacyjnych. Zmarł 7 maja 1992 roku w opinii świętości. W 2009 roku rozpoczął się proces beatyfikacyjny jego i żony.